# Feuervögel startbereit
Feuervögel startbereit (englischer Originaltitel: Thunderbirds Are Go!) ist ein britischer Marionetten-Science-Fiction-Spielfilm von David Land, der im Kontext der Fernsehserie Thunderbirds von Sylvia und Gerry Anderson entstand und 1966 erschien. Er wurde am 11. August 1967 in Westdeutschland aufgeführt; Jahre, bevor die auf Feuervögel startbereit und dessen Fortsetzung Thunderbirds 6 (1968) beruhende, recht erfolgreiche Fernsehserie in den Dritten Programmen ausgestrahlt wurde. Die Nachfolgeproduktion Thunderbird 6 von 1968 kam in Deutschland nicht zur Kino-Aufführung und wurde erst am 1. Oktober 2004 von MGM/20th Century Fox Home Entertainment mit deutscher Synchronisation zusammen mit Teil 1 in der Thunderbirds Collection auf DVD veröffentlicht. Beide Kinofilme werden am 6. November 2014 in deutscher Sprache bei Concorde auch auf Blu-ray Disc veröffentlicht.

## Handlung
Nachdem der erste irdische Versuch, eine Raumschiff-Expedition zum Mars durchzuführen, durch Sabotage verhindert wurde, startet (als sich der Mars wieder in einer günstigen Position zur Erde befindet) zwei Jahre später, im Jahr 2067, in den USA die riesige Zero X ohne Zwischenfälle von dem Testgelände Glenn Field und erreicht die Umlaufbahn um den Mars. Ein Expeditionsteam landet mit einer Landefähre auf dem Planeten. Auf dem Mars finden die Raumfahrer lediglich bizarre Felsformationen und keine Vegetation vor. Als sie Sprengungen vornehmen, um Gesteinsproben zu entnehmen, eröffnen die lebenden Felsen das Feuer auf die Raumfahrer. Mit Mühe und Not kehren sie mit der Landefähre zur Zero X zurück.
Beim Wiedereintritt in die Erdatmosphäre treten auf der Zero X Steuerungsprobleme auf, die mit Bordmitteln nicht behoben werden können. Daher wird International Rescue gebeten, mit ihren Spezialfahrzeugen Hilfe zu leisten. In einer schwierigen Bergungsoperation gelingt dem Spezialteam des internationalen Rettungsdienstes, den Feuervögeln, die Rettung der Besatzung, doch Zero X stürzt ab und zerschellt.

## Trivia
- Der von Bob Bell ausgestattete, von Keath Wilson und John Lague dekorierte Puppenfilm (Puppenoperator: Wanda Webb, Puppenkoordination: Mary Turner) mit Modellen von Ray Brown und Kostümen von Elisabeth Coleman sowie Spezialeffekten von Derek Meddings und Shaun Whittacker-Crock enthält eine Traumsequenz, in der Alan Tracy mit Lady Penelope im FAB 1 in den Orbit fliegen. Sie docken an einem frei im Weltraum schwebenden Tanzlokal an, wo Cliff Richard jr. und The Shadows auftreten. Die Marionetten sind nach den lebenden Vorbildern designt; die beiden von ihnen komponierten Lieder Shooting Star und Lady Penelope werden auch von ihnen gespielt bzw. gesungen.
- Unter dem Titel Thunderbirds Are Go (so hieß auch der erste Kinofilm) produzierte CITV eine neue Fernsehserie mit 26 Episoden, die ab 2015 ausgestrahlt wurde.

## Kritik
„Die Besonderheit des Filmes, ein SF-Thema mit mechanischen Puppen zu inszenieren, hat sich nicht durchgesetzt. Es fehlt ganz einfach die Möglichkeit des Zuschauers, sich mit den handelnden Personen zu identifizieren, mitzufiebern. Puppen sind als Handlungsträger eben nur bloße Objekte. Dementsprechend haben die technischen Anlagen nur Modellgröße, was allerdings – und hierin liegt die Stärke des Films – aufgrund guter Aufnahmetechnik und der unterlegten echten Geräuschkulisse oft nicht ins Bewußtsein dringt.“
Zu einem mittelmäßigen Urteil gelangt der Evangelische Film-Beobachter: „Tricks und Konstruktionsgeschick sind nicht zu übersehen, doch wird eine ziemlich unerquickliche Lebensauffassung und Umwelt angeboten. Nicht Spielfilm, sondern eher Spielzeugfilm für Jugendliche und erwachsene Kinder.“